# 青點鸚嘴魚
青點鸚嘴魚，又名藍點鸚哥魚，俗名鸚哥、青衫（雄）、紅蠔魚（雌）、紅衫，為輻鰭魚綱鱸形目隆頭魚亞目鸚哥魚科的其中一種。

## 分布
本魚分布於印度太平洋區，包括紅海、南非奧歌亞灣（Algoa Bay）、塞席爾群島、模里西斯、馬達加斯加、東非、莫三比克海峽、馬爾地夫、斯里蘭卡、印度、聖誕島、萊恩群島、迪西島、日本南部、台灣、中國沿海、越南、泰國、馬來西亞、菲律賓、印尼、澳洲、拉帕群島、新幾內亞、新喀里多尼亞、所羅門群島、帛琉、斐濟群島、萬那杜、法屬玻里尼西亞、美國加利福尼亞州、厄瓜多、加拉巴哥群島、巴拿馬等海域。

## 深度
水深3至30公尺。

## 特徵
本魚體延長而略側扁。頭部輪廓呈平滑的弧型。雌魚和雄魚的齒色皆為淡黃色。齒板上有0至1顆不很健全之犬齒；每一上咽骨具1列臼齒狀之咽頭齒。開始型的雌魚，體棕黃色，各鱗片具藍綠色緣，體側有5至6條不規則的藍色橫斑。截型尾鰭。終端型雄魚，體橘黃色，各鱗片具藍綠色緣，腹部較淡色，雙凹型尾。背鰭和尾鰭具較窄的藍色斑紋及腹部沒有青色的縱紋。背鰭硬棘9枚、背鰭軟條10枚、臀鰭硬棘3枚、臀鰭軟條9枚。體長可達75公分，壽命可達13年。

## 生態
本魚成魚大部分獨游於接近珊瑚礁旁的砂地。幼魚大都成群在珊瑚礁或海藻叢中覓食。啃食珊瑚，以珊瑚共生藻為食。

## 經濟利用
可作為觀賞魚和食用魚類，食用時宜用清蒸、或洗淨魚體抹上鹽巴，加以用溫火燒烤。